# Tobbiana
Tobbiana è una frazione di Prato che fa parte della circoscrizione sud del comune.

## Storia e descrizione
Il toponimo è di derivazione latina e si pensa che l'insediamento risalga all'epoca romana, quando tutta la zona della piana tra Fesulae, Florentia e Pistoria era interessata dalla centuriazione. Fu un centro plebano fino all'XI secolo, in seguito divenne villa del circondario pratese. In quel periodo furono realizzate bonifiche e regolarizzate le strade.
Con la vicina Iolo o Jolo fu assediata e parzialmente distrutta nel 1332-1335 da Castruccio degli Antelminelli, per questo, in compensazione, venne poi esentata dal pagamento delle tasse comunali.
Nei censimenti la località di Tobbiana risultava di modeste dimensioni: 165 abitanti nel 1428, 211 nel 1642 e 233 nel 1784. Nell'Ottocento la popolazione fu ulteriormente decimata da un'epidemia di colera dovuta alle precarie condizioni igieniche. 
In tempi più recenti è stata interessata dal generale incremento economico e demografico, ma ha mantenuto il carattere di piccola frazione con una propria identità. 
Vi si trovano la chiesa di San Silvestro a Tobbiana, composta da due edifici affiancati (uno antico ma di aspetto sette-ottocentesco, e uno moderno, risalente al 1974) e una torretta medievale nell'ex-cascinale detto la Fattoria, che nel 1584 risultava appartenente all'ospedale di Santa Maria Nuova di Firenze. L'edificio ospita adesso la Casa del popolo intitolata al partigiano tobbianese Fiorello Bini.